# جيوفين
جيوفين هي بلدة جبلية ساحلية تقع في منطقة رويفانغ، تايبيه الجديدة في تايوان.

## تاريخ
في السنوات الأولى من فترة حكم سلالة تشينغ، كانت تقطن في البلدة 9 عائلات قبل أن يصل في وقت لاحق سكان جدد، لذلك سميت بالصينية جيوفين وترجمتها الحرفية (تسع عائلات).
جيوفين كانت قرية معزولة حتى سنة 1893 حيث تم اكتشاف الذهب في المنطقة، مما ساهم في التنمية الاقتصادية للبلدة، التي ازدهرت أكثر إبان الاحتلال الياباني للتايوان ,حيث لا زالت هناك عدة مباني يابانية صامدة حتى الآن، وخلال الحرب العالمية الثانية تم استخدام البلدة كمخيم لأسرى الحرب، من الجنود الحلفاء (بعض البريطانيين) الذين تم أسرهم في سنغافورة وعملوا في مناجم الذهب في جيوفين، نشاط مناجم الذهب انخفض بعد الحرب العالمية الثانية قبل أن يتم وقفه نهائيا سنة 1971، وسرعان ما بدأت شعبية جيوفين تنخفض لبعض الوقت، حتى أصبحت في طي النسيان.
في سنة 1989، جسد المخرج هو هيساو هوسين في فيلمه مدينة الحزن أو A City of Sadness، الفيلم الذي لقي جدلا كبيرا لتحليه ظاهرة محرمة في تايوان فاشتهر الفيلم على جميع مسارح والقاعات السينمائية للدولة واشتهرت معها بلدة جيوفين كونها كانت مكان تصوير الفيلم، وأخدت حقها من وسائل الإعلام، فسحر هذا الأمر الناس لزيارة هذه المدينة فشهدت البلدة في تسعينيات القرن الماضي نهضة سياحية كبيرة، وأعاد سكانها بناء المقاهي على الطريقة الصينية وتقديمها لالشاي وشيدت عدة أبنية تحت اسم مدينة الحزن نسبة لعنوان الفيلم الشهير.
سنة 2001، زادت شعبية البلدة أكثر حين صورت كمكان لأحدات فيلم الأنمي المخطوفة.
في الوقت الحالي تعرف جيوفين مدا سياحيا كبييرا حيت يزورها سياح تايبيه كل نهاية أسبوع.

## كيف تصل لجيوفين
- كما نعرف فجيوفين بلدة جبلية، لذلك فالطرق التي تؤدي إليها تكون طرقا حادة فيها منعرجات من الممكن أن تكون خطيرة.
- يمكن الوصول للمدينة من الباصات القادمة من كيلونج وتايبيه.
- أقرب محطة للبلدة هي محطة قطار ييلان، ويمكن أن تصل منه للبلدة بالحافلة في مدة 15 دقيقة.